# Thelma Todd
Thelma Todd (Lawrence (Massachusetts), 29 juli 1905 - Los Angeles (Californië), 16 december 1935) was een Amerikaans actrice.

## Carrière
Todd wilde eigenlijk lerares worden, maar nadat ze mee begon te doen aan schoonheidswedstrijden, werd ze bekend toen ze in 1925 de titel van "Miss Massachusetts" won. Al gauw werd ze opgemerkt en kreeg ze rollen in films.
Haar carrière in de stomme film draaide vooral om haar uiterlijk. Haar rollen waren te klein om te bewijzen dat ze ook echt kon acteren. Die kans kreeg ze toen Hal Roach haar een contract gaf bij de opkomst van de geluidsfilm. Ze was nu naast grote sterren als Harry Langdon, Charley Chase en Laurel en Hardy te zien in films. Ook kreeg ze de hoofdrol in een reeks komische films met ZaSu Pitts en Patsy Kelly.
Todd werd een van de bekendste comédiennes en was nu ook naast onder andere Wheeler & Woolsey, Buster Keaton, Joe E. Brown en The Marx Brothers te zien. Ze bewees echter ook dat ze goed was in het drama en kreeg positieve kritieken voor haar rol in The Maltese Falcon (1931). Ze was een succesvolle actrice en speelde in meer dan 130 films in haar carrière.

## Dood
Op de ochtend van 16 december 1935 werd Todd dood gevonden in een auto in de garage van actrice Jewel Carmen. Haar officiële overlijdensreden was koolmonoxidevergiftiging. 
Er werd onthuld dat ze de nacht vóór haar dood aanwezig was op een feest van Stanley Lupino. Hier kreeg ze ruzie met haar ex-man Pat DeCicco die al een verleden had waarin hij vrouwen sloeg en hij zou Todd ook hebben vermoord. Vrienden vertelden echter dat ze de hele avond vrolijk was en dat ze waarschijnlijk zelfmoord heeft gepleegd.
De LAPD vertelde dat haar dood een ongeluk was, maar ook haar ex-vriend Roland West bleef verdacht. Hij zou haar hebben opgesloten in de garage. Een andere theorie stelde dat Todd de motor aan liet staan om zichzelf warm te houden en per ongeluk in slaap viel.
Er gingen ook geruchten rond dat gangster Lucky Luciano haar heeft vermoord. Todd ging niet in op zijn vraag of hij illegale handelingen mocht verrichten in haar club en wilde wraak nemen. Hoewel er geen bewijs is dat Luciano die nacht in Los Angeles was, werd dit gerucht het meest gebruikt.

## Filmografie (selectie)
- 1928:The Noose
- 1929:Unaccustomed As We Are
- 1930:Another Fine Mess
- 1931:No Limit
- 1931:Chickens Come Home
- 1931:The Maltese Falcon
- 1931:Monkey Business
- 1931:On the Loose
- 1932:Horse Feathers
- 1932:Speak Easily
- 1932:Call Her Savage
- 1933:The Devil's Brother
- 1933:Counsellor at Law
- 1934:Palooka
- 1936:The Bohemian Girl

- Biblioteca Nacional de España: XX4581490
- Bibliothèque nationale de France: cb13982585v (data)
- Gemeinsame Normdatei: 1025847474
- International Standard Name Identifier: 0000 0001 1686 1954
- Library of Congress Control Number: n88159021
- Nationale Bibliotheek van Israël: 987007442554205171
- SNAC: w6ht4d8t
- Système universitaire de documentation: 14332246X
- Virtual International Authority File: 92326152
- WorldCat: E39PBJpjhd3DCdW3kvjDRkb68C